# Franklin Rodríguez (actor)
Franklin Rodríguez (Montevideo, 15 de mayo de 1963) es un actor, director teatral, dramaturgo y profesor uruguayo.

## Biografía
Egresado de la Escuela Multidisciplinaria de Arte Dramático Margarita Xirgu de Montevideo.
Ha actuado en más de 90 obras de teatro y es autor de 60 obras estrenadas en Uruguay, Paraguay, Argentina, Chile y España.[cita requerida] Fue locutor por dos años en el programa de Radio Sarandí Viva la Tarde. En 2012 actuó en el tercer episodio unitario de la serie Somos, producida y emitida por Canal 10.En 2013 formó parte, por un corto período de tiempo, del equipo del programa de variedades Más cerca, presentado por Claudia Fernández. En 2019 estrenó Lope, seleccionada por Iberescena 2017 en coproducción con España. En abril y mayo de 2019 realizó funciones en Plot Point teatro en Madrid.
Desde 2018 es periodista del noticiero matutino de la radio El Espectador.

## Cursos
Desde 2021 dicta cursos de dramaturgia y actuación en el espacio cultural El Sitio.

## Libros
- 1991, Con mis pies en tu amargura
- 1993, La Sal de la Nación
- 1994, Performance de un Sutil Abandono
- 1995, Por humor a la camiseta
- 1997, La biografía imposible de Ricardo Espalter, junto a Ana Inés Bistiancic.
- 1998, Una bala calibre vida

## Premios
- 1998, Premio MUSA al autor teatral por la obra Debajo de las polleras.
- 2000, Premio Iris
- 2010, Premio Mejor Obra por La Gotera, en el Festival Santander de Teatro, España.
- 2014, Premio Legión del Libro, otorgado por la Cámara Uruguaya del Libro.[7]

Fue premiado como mejor autor en el Festival de Santander, España, por su labor en Lo que mi mamá quería a mi papá
Ha realizado diez giras por Europa y América.
En 2023 estuvo en Israel, Alemania, República Checa, París y Santander (España) con uno de sus espectáculos, Franklin ha salido del grupo.
En octubre de 2023 viajó a El Cairo para realizar Franklin ha salido del grupo en el Instituto Cervantes de esa ciudad, auspiciado por la embajada de Uruguay.

## Libro
- Rodríguez, Franklin (1997). El comediante: biografía imposible de Ricardo Espalter. Planeta.